# Nova Iguaçu Futebol Clube
Maillots
Dernière mise à jour : 15 février 2012.
Le Nova Iguaçu Futebol Clube est un club brésilien de football basé à Nova Iguaçu dans l'État de Rio de Janeiro.

## Palmarès
- Copa Rio : 2008
- Campeonato Carioca (deuxième division) : 2005
- Campeonato Carioca (troisième division) : 1994